# Hódmezővásárhely
Hódmezővásárhely este un oraș în districtul Hódmezővásárhely, județul Csongrád, Ungaria, având o populație de 45.054 de locuitori (2011).

## Demografie
Componența etnică a municipiului Hódmezővásárhely
     Maghiari (96,96%)
     Romi (1,02%)
     Necunoscut (0,71%)
     Alții (1,31%)
Componența confesională a municipiului Hódmezővásárhely
     Fără religie (32,05%)
     Romano-catolici (20,54%)
     Reformați (15,89%)
     Atei (1,58%)
     Necunoscută (28,87%)
     Alte religii (3,51%)
Conform recensământului din 2011, orașul Hódmezővásárhely avea 45.054 de locuitori. Din punct de vedere etnic, majoritatea locuitorilor (96,96%) erau maghiari, cu o minoritate de romi (1,02%). Apartenența etnică nu este cunoscută în cazul a 0,71% din locuitori. Nu există o religie majoritară, locuitorii fiind persoane fără religie (32,05%), romano-catolici (20,54%), reformați (15,89%) și atei (1,58%). Pentru 28,87% din locuitori nu este cunoscută apartenența confesională.

## Istoric
În anul 1998 a fost înființat Batalionul Mixt Româno-Ungar de Menținere a Păcii, cu un efectiv de 899 de militari, alcătuit din modulul ungar de la Hódmezővásárhely și cel român de la Arad.